# Lova Lova (chanson)
Pour les articles homonymes, voir Lova Lova et Lova.
Singles de Superbus
Addictions Nelly
Pistes de Lova Lova
Keyhole Rise
Lova Lova est le second single extrait de l'album du même nom, Lova Lova du groupe français Superbus. Il est diffusé pour la première fois en radio le 16 mars 2009. Cette chanson parle des filles de cabaret, thème central de l'album, et plus particulièrement de Lova Moor.
Un clip vidéo a été tourné le 8 avril 2009 au Crazy Horse, réalisé par Arno Bani (déjà réalisateur de Butterfly, Lola et Travel the World) et Jennifer Ayache.
La chanson ne bénéficiera pas de support commercial mais fera office de face B du single Apprends-moi.